# Козлово (гмина)
Козлово (пол. Kozłowo) — сельская гмина (волость) в Польше, входит как административная единица в Нидзицкий повет, Варминьско-Мазурское воеводство. Население — 6116 человек (на 2004 год).

## Демография
| Перепись                       | Всего   | Всего | Женщины | Женщины | Мужчины | Мужчины |
| ------------------------------ | ------- | ----- | ------- | ------- | ------- | ------- |
| Единицы                        | человек | %     | человек | %       | человек | %       |
| Население                      | 6116    | 100   | 3041    | 49,7    | 3075    | 50,3    |
| Плотность населения (чел./км²) | 24,1    | 24,1  | 12      | 12      | 12,1    | 12,1    |

## Сельские округа
1. Бартки
2. Бровина
3. Цебульки
4. Дзюрдзево
5. Гурово
6. Козлово
7. Кроково
8. Михалки
9. Неданово
10. Пельгжимово
11. Рогуж
12. Сарново
13. Семяново
14. Славка-Мала
15. Славка-Велька
16. Шкотово
17. Шкудай
18. Шиманы
19. Турово
20. Турувко
21. Важыны
22. Вежбово
23. Воля
24. Заблоце-Козловске
25. Заборово
26. Закшево
27. Залесе
28. Закшевко

## Соседние гмины
1. Гмина Домбрувно
2. Гмина Дзялдово
3. Гмина Грунвальд
4. Гмина Илово-Осада
5. Гмина Яновец-Косцельны
6. Гмина Нидзица
7. Гмина Ольштынек